# Canadice (New York)
Canadice est une ville du comté d'Ontario, dans l'État de New York, aux États-Unis,. En 2010, elle comptait une population de 1 664 habitants.

## Démographie
Lors du recensement de 2010, la ville comptait une population de 1 664 habitants. Elle est estimée, en 2016, à 1 694 habitants.